# Distretto di Erdemli
Il distretto di Erdemli (in turco Erdemli ilçesi) è uno dei distretti della provincia di Mersin, in Turchia.